# Ruodhaid
Ruodhaid – konkubina Karola Młota, urodziła trzech synów:
- Hieronima[1][a]
- Bernarda[2]
- Remigiusza[1].